# 34204 Quryshi
34204 Quryshi è un asteroide della fascia principale. Scoperto nel 2000, presenta un'orbita caratterizzata da un semiasse maggiore pari a 2,7112081 au e da un'eccentricità di 0,0986559, inclinata di 6,92713° rispetto all'eclittica.